# Bubalus mindorensis

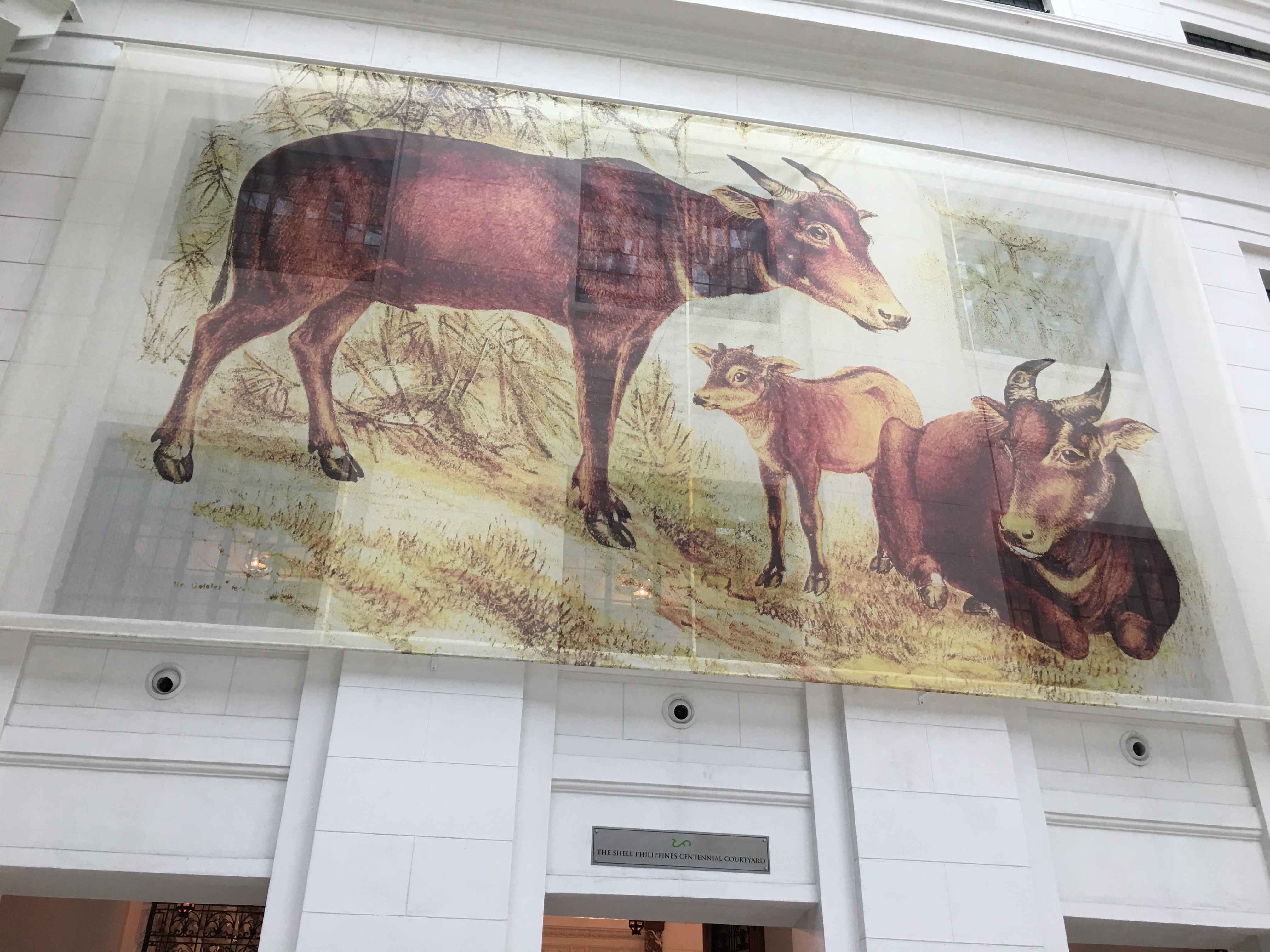

El tamarao (Bubalus mindorensis) es una especie de búfalo de pequeño tamaño que vive únicamente en la isla de Mindoro, en Filipinas. En la isla, se encuentra también su pariente el búfalo indio, del que el tamarao se diferencia sobre todo por su tamaño mucho menor. También es más peludo, de cuernos más cortos y con la cara de color más claro que el resto del cuerpo que su gran primo. No se conocen subespecies.
En el pasado podía encontrarse también en la isla de Luzón, pero la caza y destrucción de su hábitat lo ha reducido a unas pocas cabezas en ciertas planicies herbáceas de Mindoro. La especie, por tanto, corre un grave peligro de extinción. En la actualidad es una especie protegida y se le considera un símbolo de las islas Filipinas. Incluso figuró en las monedas de un peso que se acuñaron entre 1980 y los primeros años 1990.